# Lekkoatletyka na Letnich Igrzyskach Olimpijskich 2016 – bieg na 10 000 m kobiet
Bieg na 10 000 metrów kobiet – jedna z konkurencji lekkoatletycznych rozgrywanych podczas igrzysk olimpijskich w Rio de Janeiro.
Obrończynią tytułu mistrzowskiego z 2012 roku była Etiopka Tirunesh Dibaba.
W zawodach wzięło udział 37 zawodniczek.

## Terminarz
Wszystkie godziny podane są w czasie brazylijskim (UTC-03:00) oraz polskim (CEST).
| Data             | Godzina rozpoczęcia | Godzina rozpoczęcia |       |
| Data             | UTC-03:00           | CEST                |       |
| ---------------- | ------------------- | ------------------- | ----- |
| 12 sierpnia 2016 | 11:10               | 16:10               | Finał |

## Rekordy
Tabela uwzględnia rekordy uzyskane przed rozpoczęciem biegu.
|                   | Zawodnik        | Wynik    | Miejsce | Data             |
| ----------------- | --------------- | -------- | ------- | ---------------- |
| Rekord świata     | Wang Junxia     | 29:31,78 | Pekin   | 8 września 1993  |
| Rekord olimpijski | Tirunesh Dibaba | 29:54,66 | Pekin   | 15 sierpnia 2008 |
| Listy światowe    | Almaz Ayana     | 30:24,39 | Hengelo | 29 czerwca 2016  |

## Wyniki

### Finał
| Poz. | Zawodniczka               | Reprezentacja                | Czas     | Uwagi   |
| ---- | ------------------------- | ---------------------------- | -------- | ------- |
| 1. ! | Almaz Ayana               | Etiopia                      | 29:17,45 | WR · OR |
| 2. ! | Vivian Cheruiyot          | Kenia                        | 29:32,53 | NR      |
| 3. ! | Tirunesh Dibaba           | Etiopia                      | 29:42,56 | PB      |
| 4.   | Alice Aprot Nawowuna      | Kenia                        | 29:53,51 | PB      |
| 5.   | Betsy Saina               | Kenia                        | 30:07,78 | PB      |
| 6.   | Molly Huddle              | Stany Zjednoczone            | 30:13,17 | AM      |
| 7.   | Yasemin Can               | Turcja                       | 30:26,41 | PB      |
| 8.   | Gelete Burka              | Etiopia                      | 30:26,66 | PB      |
| 9.   | Karoline Bjerkeli Grøvdal | Norwegia                     | 31:14,07 | PB      |
| 10.  | Eloise Wellings           | Australia                    | 31:14,94 | PB      |
| 11.  | Emily Infeld              | Stany Zjednoczone            | 31:26,94 | PB      |
| 12.  | Sarah Lahti               | Szwecja                      | 31:28,43 | NR      |
| 13.  | Diane Nukuri              | Burundi                      | 31:28,69 | NR      |
| 14.  | Susan Kuijken             | Holandia                     | 31:32,43 |         |
| 15.  | Joanne Pavey              | Wielka Brytania              | 31:33,44 | SB      |
| 16.  | Jess Andrews              | Wielka Brytania              | 31:35,92 | PB      |
| 17.  | Alexi Pappas              | Grecja                       | 31:36,16 | NR      |
| 18.  | Yuka Takashima            | Japonia                      | 31:36,44 |         |
| 19.  | Darja Masłowa             | Kirgistan                    | 31:36,90 | NR      |
| 20.  | Hanami Sekine             | Japonia                      | 31:44,44 |         |
| 21.  | Dominique Scott           | Południowa Afryka            | 31:51,47 | PB      |
| 22.  | Natasha Wodak             | Kanada                       | 31:53,14 | SB      |
| 23.  | Alia Saeed Mohammed       | Zjednoczone Emiraty Arabskie | 31:56,74 |         |
| 24.  | Sitora Xamidova           | Uzbekistan                   | 31:57,77 | NR      |
| 25.  | Lanni Marchant            | Kanada                       | 32:04,21 | SB      |
| 26.  | Carla Salomé Rocha        | Portugalia                   | 32:06,05 |         |
| 27.  | Salomé Nyirarukundo       | Rwanda                       | 32:07,80 |         |
| 28.  | Jip Vastenburg            | Holandia                     | 32:08,92 |         |
| 29.  | Trihas Gebre              | Hiszpania                    | 32:09,67 | SB      |
| 30.  | Veronica Inglese          | Włochy                       | 32:11,67 |         |
| 31.  | Tatiele de Carvalho       | Brazylia                     | 32:38,21 |         |
| 32.  | Brenda Flores             | Meksyk                       | 32:39,08 | SB      |
| 33.  | Marielle Hall             | Stany Zjednoczone            | 32:39,32 |         |
| 34.  | Beth Potter               | Wielka Brytania              | 33:04,34 |         |
| 35.  | Marisol Romero            | Meksyk                       | 35:33,03 |         |
| –    | Juliet Chekwel            | Uganda                       |          | DNF     |
| –    | Ekaterina Tunguskova      | Uzbekistan                   |          | DNF     |